# Johann von Appel
Johann von Appel (Bosnia, 1826 – Vienna, 1906) è stato un militare e politico austriaco.

## Biografia
Intrapresa la carriera militare, Johann von Appel ricoprì incarichi militari di rilievo nell'esercito austriaco tra cui quello di maggiore del 12º reggimento ulani durante la seconda guerra d'indipendenza italiana e comandante del KUK Galizisches Ulanen-Regiment Kaiser nr.4 dal 1863.
Il 1º maggio 1882 venne promosso generale di cavalleria e dal 9 agosto di quello stesso anno iniziò il suo mandato come governatore di Bosnia-Erzegovina durante l'occupazione dell'area da parte dell'Impero austro-ungarico.
Ritiratosi dalla carriera politica nel 1903, morì nel 1906 a Vienna.